# Флаг Великого Новгорода
Флаг муниципального образования — городского округа Вели́кий Но́вгород Новгородской области Российской Федерации — опознавательно-правовой знак, служащий официальным символом муниципального образования.
Ныне действующий флаг утверждён 24 ноября 2010 года и внесён в Государственный геральдический регистр Российской Федерации с присвоением регистрационного номера 6683.

## Описание флага
«Флаг Великого Новгорода представляет собой прямоугольное полотнище из двух горизонтальных полос: верхней белого цвета, нижней — синего, отношение ширины белой полосы к ширине синей 2:1. В центре полотнища располагаются фигуры герба Великого Новгорода: на белой полосе — поддерживаемое по сторонам двумя чёрными медведями золотое кресло с красной подушкой и спинкой, увенчанной золотым подсвечником о трёх серебряных свечах, горящих червлёными пламенами; на подушке поставлены скрещённые золотые увенчанный крестом скипетр и крест, на синей полосе — две пары сообращённых серебряных рыб одна над другой.
Отношение ширины флага к его длине 1,5:2,5».

## История
Одним из самых древних из известных на данный момент флагов Новгорода, является апокрифический флаг, присутствующий в анонимной испаноязычной книге «Книге знаний всех королевств, земель и владений, существующих в мире, гербы и эмблемы каждой земли и владения или королей и властителей, владеющих ими» 1350-1360-х годов, написанной францисканским монахом. Книга представляет собой путевой дневник с описанием флагом и гербов посещённых автором стран. В частности, там утверждается следующее:

…Эта река [Танай] граничит с большой провинцией Сиккия (Скифия?), очень холодной страной. В Сиккии есть великий город, столица королевства, Ногарадо (Новгород?). Король имеет своей эмблемой красный флаг с белым замком.
Однако, вполне вероятно, что автор данного произведения на самом деле нигде не путешествовал и скомпилировал материал своей книги из разных источников, не учитывая возможные ошибки предыдущих авторов. Дополнительную сложность в опознании представляют топонимы, особенно в Азии. Тем не менее, впоследствии мотив замка/башни на тёмном фоне неоднократно использовался при составлении апокрифических гербов Руси.
Первый современный флаг города Великий Новгород (до 1998 года — Новгород) был утверждён 14 апреля 1994 года постановлением Администрации города № 57:

Флаг города Новгорода представляет собой прямоугольное полотно из трёх горизонтальных равновеликих полос: верхней — белого, средней — голубого, нижней — белого цветов. Отношение ширины флага к его длине 1,5:2,5, материал — шёлк. В центре полотнища располагается герб Новгорода, верхнюю часть которого завершают стилизованные зубцы кремлёвской стены красного цвета. Шитьё золотом.

Белый цвет на флаге символизирует чистоту, цвет стен православных церквей; голубой — реку Волхов, красный — цвет стен Новгородского детинца. Автор флага — архитектор Юрий Матвиенко.
23 апреля 1998 года, решением Новгородской городской Думы № 368, был утверждён устав Великого Новгорода, в приложение № 2 которого было приведено следующее описание флага:

Флаг Великого Новгорода представляет собой прямоугольное полотнище из трёх горизонтальных равновеликих полос: верхней — белого, средней — голубого, нижней — белого цветов, в центре которого располагается герб Великого Новгорода, украшенный стилизованными зубцами кремлёвской стены красного цвета. Отношение ширины флага к его длине 1,5:2,5, материал — шёлк.

21 декабря 2006 года, решением Думы Великого Новгорода № 432, гербом Великого Новгорода устанавливался исторический герб Великого Новгорода, официальное геральдическое описание которого утверждено указом императрицы Екатерины II от 16 (27) августа 1781 года: «В серебряном поле златые кресла с лежащею красною подушкою, на коей поставлены крестообразно с правой стороны скипетр, а с левой крест, наверху кресел подсвечник с тремя горящими свечами, а по сторонам стоящие два медведя». Согласно геральдическому описанию, с герба было убрано изображение рыб вместе с синей полосой (хотя, несмотря на описание, исторический герб изображался именно так). Описание флага было оставлено без изменений.
Государственный герольдмейстер Г. В. Вилинбахов дал отрицательный отзыв о городском флаге, флаг не был внесён в Государственный геральдический регистр. Критике герольдмейстера подверглась синяя полоса на флаге, отсутствующая на гербе города, а также стилизованная корона из зубцов кремлёвской стены. Было предложено создать гербовый флаг.
28 июня 2007 года, решением Думы Великого Новгорода № 585, было внесено изменение в описание флага Великого Новгорода, утверждённое решением Думы Великого Новгорода от 21.12.2006 № 432:

Флаг Великого Новгорода представляет собой прямоугольное полотнище серебристого цвета с изображёнными по центру фигурами герба Великого Новгорода: золотым тронным креслом, поддерживаемым по сторонам двумя стоящими медведями, с лежащей на нём красной подушкой, на которой поставлены крестообразно скипетр (справа) и крест (слева), наверху кресла расположен подсвечник с тремя горящими свечами. Отношение ширины флага к его длине 1,5:2,5, материал — шёлк.
Отношение высоты флага к ширине флага — 0,75. Отношение расстояния от левого края флага до вертикального основания фигур герба к высоте флага — 0,525. Отношение высоты фигур герба к высоте флага — 0,62. Отношение расстояния от нижнего края флага до основания фигур герба к высоте флага — 0,21.

24 апреля 2008 года, решением Думы Великого Новгорода № 46, описание флага было вновь изменено. Серебристый цвет полотнища был заменён на белый и противоречивое указание пропорции флага в предыдущем решение (1,5:2,5 и 0,75) было изменено на 2:3.

Флаг Великого Новгорода представляет собой прямоугольное полотнище белого цвета с изображёнными по центру фигурами герба Великого Новгорода: золотым тронным креслом, поддерживаемым по сторонам двумя стоящими медведями, с лежащей на нём красной подушкой, на которой поставлены крестообразно скипетр (справа) и крест (слева), на верху кресла расположен подсвечник с тремя горящими свечами. Отношение высоты флага к длине флага — 2:3, материал — шёлк. Отношение расстояния от левого края флага до вертикального основания фигур герба к высоте флага — 0,525. Отношение высоты фигур герба к высоте флага — 0,62. Отношение расстояния от нижнего края флага до основания фигур герба к высоте флага — 0,21.

Официально данный флаг использовался с 5 марта 2009 года и 29 ноября 2010 года был заменён ныне действующим флагом.